# Акайдар
Акайда́р (каз. Ақайдар) — село у складі Толебійського району Туркестанської області Казахстану. Входить до складу Кєлітаського сільського округу.
До 2000 року село називалось Кизилканат.
Населення — 1013 осіб (2021; 1142 у 2009, 941 у 1999, 757 у 1989).